# Nikeforos II Fokas

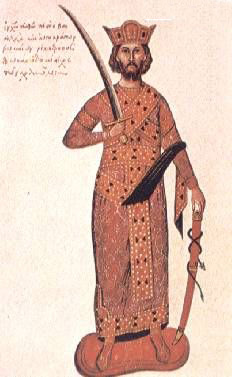
Kejsar Nikeforos

Nikeforos II Fokas  (grekiska: Νικηφόρος Β′ Φωκάς), född omkring 913, död (mördad) 969, var bysantinsk kejsare från 963 till sin död.
Nikeforos tillhörde en kappadokisk familj och utmärkte sig under Romanos II som djärv och framgångsrik fältherre. Han erövrade bland annat Kreta 961. Sedan Romanos 963 avlidit, gifte sig hans änka Teofano sig med Nikeforos, vilken av hären utropades till kejsare och till namnet samregent med sina omyndiga styvbarn, Romanos' söner Basileios och Konstantin. Nikeforos var en kraftfull och sparsam regent, men väckte ovilja genom tryckande skatteutpressningar. Han återtog flera provinser som araberna erövrat, och kämpade med framgång mot bulgarerna. Nikeforos mördades 969 av fältherren Johannes Tzimiskes, som därefter erhöll kejsarvärdigheten.